# Soacha
Soacha è un comune della Colombia facente parte del dipartimento di Cundinamarca.
Il centro abitato venne fondato da Luis Enríquez nel 1600.